# Boér Sándor
Boér Sándor, egyes forrásokban K. Boér Sándor vagy Kövesdi Boér Sándor (18. század – 1830–1839 között) bíró, műfordító. Erdélyi nemes származású földbirtokos és több megye táblabirája volt. 
Amikor a Budán és Pesten játszó első magyar színtársulat példájára Kolozsvárt 1792-ben megalakult a második magyar színtársulat és nem talált elegendő magyar nyelvű színművet, néhány erdélyi nemesúr segített. Kiválogatták és lefordították – olykor egészen magyar köntösbe öltöztették – a német társulatok kedvelt darabjait. A fordítók és átdolgozók közül leginkább említhető Kótsi Patkó János, valamint Barcsay László és Boér Sándor. Utóbbiak az általuk fordított összesen tizenegy színművet Erdélyi játékos gyűjtemény címen négy kötetben adták (Kolozsvár, 1793). 
Boér lefordította Shakespeare Othello-ját is (Othello a velenczei szerecsen), ám ez kéziratban maradt (1794. március 24-én játszották először Kolozsváron).
Wesselényi Miklós megbízásából részt vett a színházi bizottság ülésein, és 1795-ben pár hónapig a kolozsvári játékszín igazgatója volt, de Kótsi Patkó Jánossal összeveszve, lemondott tisztségéről. 1817-ben verseket küldött az Erdélyi Muzéum számára, de Döbrentei Gábor elutasította ezek közlését. 1823-ban bérleti ajánlatot adott be a színházra, de ezt nem fogadták el.
1827-ben címük szerint megnevezett 32 színdarabot ajánlott fel kiadásra (Tudományos Gyűjtemény 1827. IV. kiadás); ezeket Bayer József színháztörténész felsorolja az Egyetemes Philologiai Közlönyben (1887.) Költeményeket írt a Mindenes Gyűjteménybe (1789. II. 189. oldal, 364. oldal). Írt a Tudományos Gyűjteménybe is (1827. III. A nagy nevezet, értekezés). Bäuerle Adolf által Bécsben I. Ferenc császár 60. születésnapjára kiadott emlékkönyvben német üdvözlő verse van.

## Az Erdélyi játékos gyűjteményben megjelent fordításai, illetve magyarításai
- Barkláj Argenise. Deákból szabadon ford. Kolozsvár, 1792.
- A formenterai remete. Érzékenyjáték 2 felv. Kotzebue után ford. (Kolozsvárt 1793. május 20-án adták először, Budán 1834. október 17-én is adták.)
- Ki légyen ő? Vígjáték 3 felv. Schröder után szabadon ford.
- IV. László. Szomorújáték 3 felv. Német szöveg nyomán készült magyarítás, hőse Kun László (Kolozsvárt 1793. március 3-án adták először.)
- Elfride vagyis a szépség áldozatja. Szomorújáték 3 felv. ford. németből. (Bertuch után. Ugyanennek a német szerzőnek Elfridejét használta fel Dugonics András a maga Bertuch-átdolgozásában, a Kun Lászlóban.)
- Az obester vagyis a hivség jutalma. Érzékenyjáték. 5 felv.
- A nemes jóltevő. Érzékenyjáték 1 felv.

## Kéziratai
- Nemzeti Darabok, Az az Erdéllyi és Magyar Országi válogatott történetekből készült Érzékeny Játékok 1814. (a Székely Mikó Kollégium dokumentációs tárában)[3]
- Némely országok közelebbi sorsa. 1826. júliusig (versek). Biztató szók a Tudományos Gyűjtemény redaktiójához irodalmunk érdekében és levele, Nagy-Enyed, 1829. január 4. (az Országos Széchényi Könyvtárban)